# إسحاق ويلسون (سياسي)
إسحاق ويلسون (بالإنجليزية: Isaac Wilson)‏ هو سياسي نيوزلندي، ولد في 1840، وتوفي في 1901. انتخب عضو مجلس النواب نيوزيلندا.